# Егоров, Михаил Иванович
Михаи́л Ива́нович Его́ров (1916—1940) — политический руководитель танковой роты 22-й лёгкой танковой бригады 7-й армии Северо-Западного фронта, младший политрук. Герой Советского Союза.

## Биография
Уроженец посёлка Белоомут Луховицкого района Московской области. Родился в крестьянской семье. Русский.
Образование неполное среднее. Работал на Белоомутской кожгалантерейной фабрике.
В РККА с 1937 года. Член ВКП(б) с 1940 года. С началом советско-финской войны написал рапорт с просьбой направить его в действующую армию. 12 марта 1940 года, на выборгском направлении, экипаж танка под командованием Егорова захватил три противотанковых орудия и подавил несколько огневых точек врага. Находясь в головной машине, он возглавил танковую атаку. В ходе боя Егоров был смертельно ранен, однако сумел тараном смять орудие, подавив смертоносный огонь.

## Награды
Указом Президиума Верховного Совета СССР от 21 марта 1940 года «за образцовое выполнение боевых заданий командования на фронте борьбы с финской белогвардейщиной и проявленные при этом отвагу и геройство» младшему политруку Егорову Михаилу Ивановичу посмертно присвоено звание Героя Советского Союза. Награждён орденом Ленина.